# 大環線
大環線（羅馬化：Bolshaya koltsevaya liniya），编号為11號線，是莫斯科地鐵的一條路線。
大環線是莫斯科繼莫斯科環狀線和莫斯科中央環線之後第三條環線，長達70公里（如不含已停运的支线则为57.5公里），亦成為了世界上最長的地鐵環線，取代北京地鐵10號線最長地鐵環線的地位。大环线有一條臨時的支線前往位於莫斯科國際商業中心的商業中心站，这条支线已于2024年6月22日停运，并将在未来作为莫斯科地铁17号线的一部分重新开业。
路線的首段在2018年2月26日啟用，最後階段則在2023年通車。完工後，全線包括現有的卡霍夫卡線設有31個車站，軌道總長達70公里。莫斯科在2017年11月估計整個計劃將耗資5010億盧布，比早前估計的3790億盧布有明顯上升。「11號線」原本是卡霍夫卡線的編號，但在決定卡霍夫卡線要被合併入大環線後，大環線取代了卡霍夫卡線的編號。
本綫在規劃和施工時曾稱「第三交匯環線」（羅馬化：Trety peresadochny kontur），莫斯科市在「活躍公民」網上門戶投票後採納了「大環線」作為正式名稱。

## 車站列表
| 中文站名                           | 俄文站名 | 英文站名 | 接續路線                                              | 所在地                 |
| ---------------------------------- | -------- | -------- | ----------------------------------------------------- | ---------------------- |
| 薩維奧洛沃                         |          |          | 谢尔普霍夫-季米里亚泽夫线（薩維奧洛沃）、薩維奧洛沃站 | 北行政區、東北行政區   |
| 彼得羅夫斯基公園                   |          |          | 莫斯科河畔线（迪納摩）                                | 北行政區               |
| 中央陸軍運動俱樂部                 |          |          | 莫斯科中央环线（佐爾格）                              | 北行政區               |
| 霍羅紹夫                           |          |          | 塔甘卡-红普列斯尼亚线（波列扎耶夫） 商业中心支线      | 北行政區               |
| 民兵                               |          |          |                                                       | 西北行政區             |
| 姆尼奧夫尼基                       |          |          |                                                       | 西北行政區             |
| 捷列霍沃                           |          |          |                                                       | 西北行政區             |
| 昆采沃                             |          |          | 阿尔巴特-波克罗夫卡线、 菲利线（昆采沃）              | 西行政區               |
| 達維德科沃                         |          |          |                                                       | 西行政區               |
| 阿米尼耶沃                         |          |          |                                                       | 西行政區               |
| 米丘林大道                         |          |          | 松采沃线（米丘林大道）                                | 西行政區               |
| 維爾納德斯基大道                   |          |          | 索科利尼基线（維爾納德斯基大道）                      | 西行政區               |
| 革新家                             |          |          |                                                       | 西行政區、西南行政區   |
| 沃龍佐沃                           |          |          | 卡卢加-里加线（卡盧加）                               | 西南行政區             |
| 久濟諾                             |          |          |                                                       | 西南行政區             |
| 卡霍夫卡                           |          |          | 谢尔普霍夫-季米里亚泽夫线（塞瓦斯托波爾）             | 西南行政區             |
| 華沙                               |          |          |                                                       | 南行政區               |
| 卡希拉                             |          |          | 莫斯科河畔线                                          | 南行政區               |
| 楓樹大道                           |          |          |                                                       | 南行政區               |
| 納加金諾灣                         |          |          |                                                       | 南行政區               |
| 印刷工                             |          |          | 柳布利诺-德米特罗夫线（印刷工）                       | 東南行政區             |
| 紡織工                             |          |          | 塔甘卡-红普列斯尼亚线（紡織工）                       | 東南行政區             |
| 下諾夫哥羅德                       |          |          | 涅克拉索夫卡线                                        | 東南行政區             |
| 航空發動機                         |          |          | 加里宁线（航空發動機）                                | 東南行政區             |
| 列福爾托沃                         |          |          |                                                       | 東南行政區             |
| 發電廠                             |          |          | 阿尔巴特-波克罗夫卡线（發電廠）                       | 中央行政區             |
| 索科利尼基                         |          |          | 索科利尼基线（索科利尼基）                            | 東行政區               |
| 里加                               |          |          | 卡卢加-里加线（里加）、里加站                         | 中央行政區、東北行政區 |
| 瑪莉灌林                           |          |          | 柳布利诺-德米特罗夫线（瑪莉灌林）                     | 東北行政區             |
| 支線（已停运，未来将作为重新开业） |          |          |                                                       |                        |
| 謝列彼哈                           |          |          |                                                       | 中央行政區             |
| 商業中心                           |          |          | 菲利线（會展） 松采沃线（商業中心站）                 | 中央行政區             |